# 杭州基督教
杭州全市基督徒约18万人，其中萧山区占一半以上。杭州老市区基督徒有3万人，有39处堂点，其中规模较大的有：崇一堂，思澄堂，天水堂，鼓楼堂，城北堂，笕桥堂等。
萧山区是杭州市基督徒最集中的地区，其中95%都属于地方教会背景。地方教会在萧山的发展始于1930年代，部分信徒在1940年代移民到江西弋阳创办农场，因而两地教会传统上关系密切。

## 新教各教派
新教在1859年传入杭州。此后陆续有以下教派传入：
- 美北长老会：在杭州陆续兴建了思澄堂、鼓楼堂。
- 美南长老会：在杭州陆续兴建了天水堂、湖山堂、城北堂、笕桥堂等。其中历史最悠久的天水堂为司徒雷登出生地。而规模最大的湖山堂位于庆春路与浣纱路口西南角（原法院路1号），为纪念司徒雷登的父亲司徒尔而建，一直开放到文革开始，于1977年拆除（现址为庆春路74号中国建设银行杭州市庆春支行）。其余各堂大多已恢复开放。
- 中国内地会：1866年，该会创始人戴德生带领一批传教士来到杭州，在清泰门新巷开辟该会在中国的第一个传教站，以后发展成崇一堂，1958年关闭，2003年到2005年易地重建，为全球容纳信徒最多的华人教堂。
- 英国圣公会：1869年（清同治八年）传教士麦多（Meadonns）在杭州城横大方伯巷（今解放路）租房开设戒烟所，次年扩建为大方伯医院，后定名广济医院。英国圣公会在杭州开辟了信一堂座堂，慕德堂、志水堂、广济协和堂、松木场麻疯病院礼拜堂、教会公墓（下菩萨）礼拜堂等多座教堂[2]。这些教堂目前均未开放。信一堂位于肃仪巷（马市街北段），1958年关闭，改为小学。
- 美北浸礼会：在东街路（今建国中路）设有蕙兰中学和民众堂（1958年关闭，1985年拆除）。

20世纪初，美北长老会和美南长老会还联合创办了之江大学。
1956年，实行联合礼拜前夕，杭州市区约有20余座教堂，按照聚会人数排列如下：
1. 基督徒聚会处 359人
2. 中华基督教会湖山堂 312人
3. 中华基督教会太平堂 256人
4. 中华基督教会思澄堂 229人
5. 圣公会信一堂 216人
6. 七堡基督徒 199人
7. 真神堂 142人
8. 福音堂 141人
9. 内地会崇一堂 134人
10. 救恩堂 133人
11. 中华基督教会天水堂 132人
12. 浸礼会民众堂 118人
13. 灵粮堂 108人
14. 使徒信心会 104人
15. 真耶稣教会 103人
16. 内地会敬一堂 91人
17. 以马内利教会 90人
18. 中华基督教会城北堂 84人
19. 中国耶稣教会 80人
20. 圣公会慕德堂 66人
21. 中华基督教会笕桥堂 56人
22. 圣公会志水堂 38人
23. 中华基督教会鼓楼堂 33人
24. 安息日会 22人